# Dorfkirche Trebitz (Lieberose)

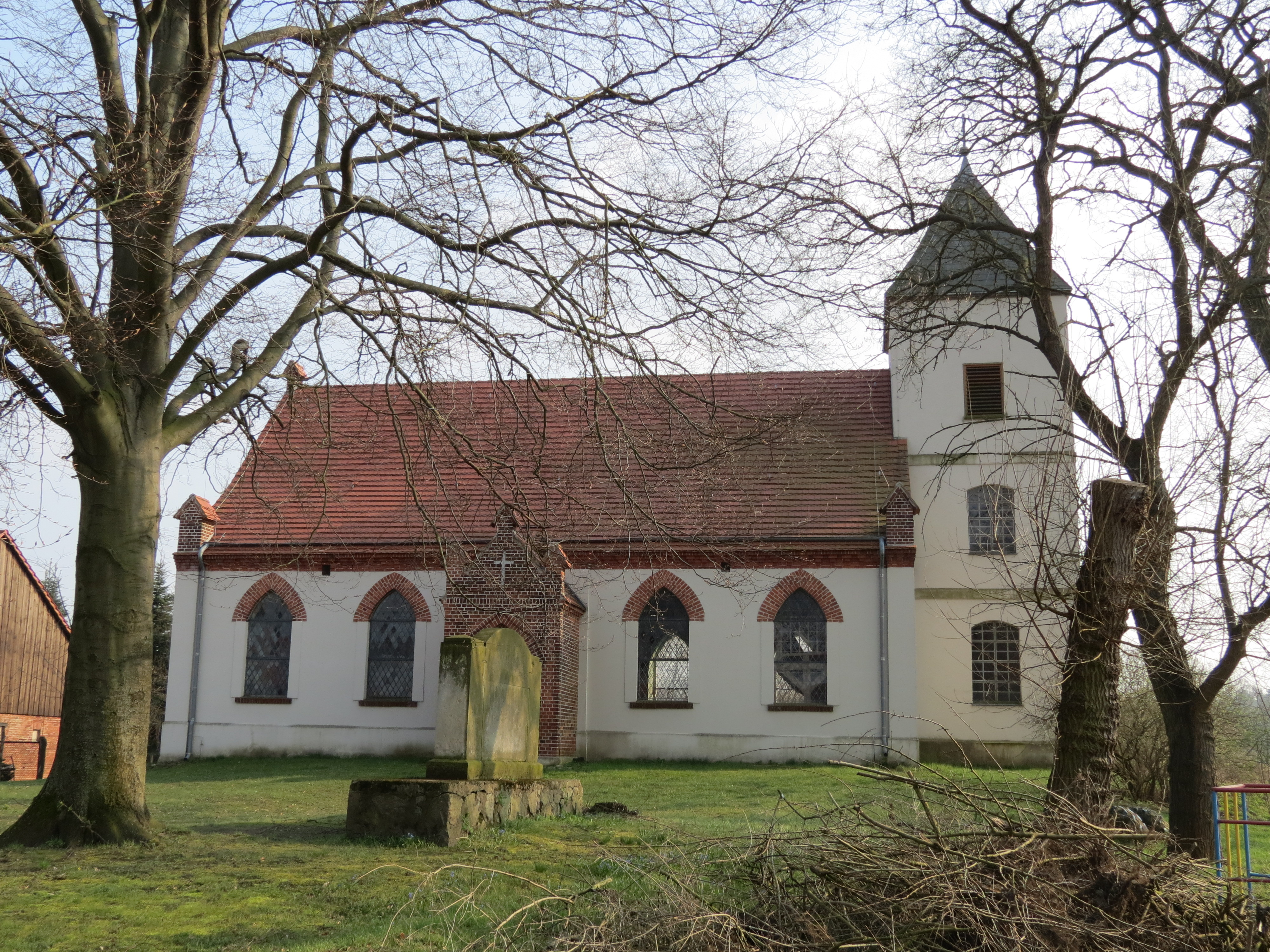
Dorfkirche Trebitz

Die  denkmalgeschützte, evangelische Dorfkirche Trebitz steht in Trebitz, einem Ortsteil der Stadt Lieberose im Landkreis Dahme-Spreewald von Brandenburg. Sie gehört zur Kirchengemeinde Lieberose und Land im Kirchenkreis Oderland-Spree der Evangelischen Kirche Berlin-Brandenburg-schlesische Oberlausitz.

## Beschreibung
Die verputzte Saalkirche wurde in der ersten Hälfte des 18. Jahrhunderts unter Einbeziehung des Vorgängerbaus errichtet und 1902/03 im neugotischen Stil umgebaut. Sie besteht aus einem Langhaus mit fünf Fensterachsen, das mit einem Satteldach bedeckt ist, und einem quadratischen, dreigeschossigen Kirchturm im Westen, dessen oberstes Geschoss hinter den Klangarkaden den Glockenstuhl beherbergt und auf dem ein Pyramidendach sitzt.
Ein Teil der Kirchenausstattung, z. B. die Kanzel, stammt aus dem Vorgängerbau. Die Orgel wurde 1885 als Opus 76 von Wilhelm Rühlmann gebaut.